# Peperomia pseudodependens
Peperomia pseudodependens är en pepparväxtart som beskrevs av C. Dc.. Peperomia pseudodependens ingår i släktet peperomior, och familjen pepparväxter. Inga underarter finns listade i Catalogue of Life.